# 拜特丁宫
33°41′46.39″N 35°34′47.76″E / 33.6962194°N 35.5799333°E
拜特丁宫 (阿拉伯语：‎）是一座19世纪的宫殿，位于黎巴嫩黎巴嫩山省舒夫縣拜特丁。这里主办一年一度的拜特丁节，还设有拜特丁宫博物馆。

## 历史
在1788年至1818年间，謝哈布王朝的埃米尔貝希爾·謝哈布二世，后来成为黎巴嫩山酋长国的统治者，在德鲁兹寺院的原址，建造了拜特丁宫。1840年后，宫殿被奥斯曼帝国用作政府建筑。在法国托管期间，它曾用作地方行政办公室。
1943年，这座宫殿成为总统的夏季官邸。在黎巴嫩内战期间，它受到了严重破坏。今天宫殿的一部分向公众开放，而其余部分仍是总统的夏季住所。

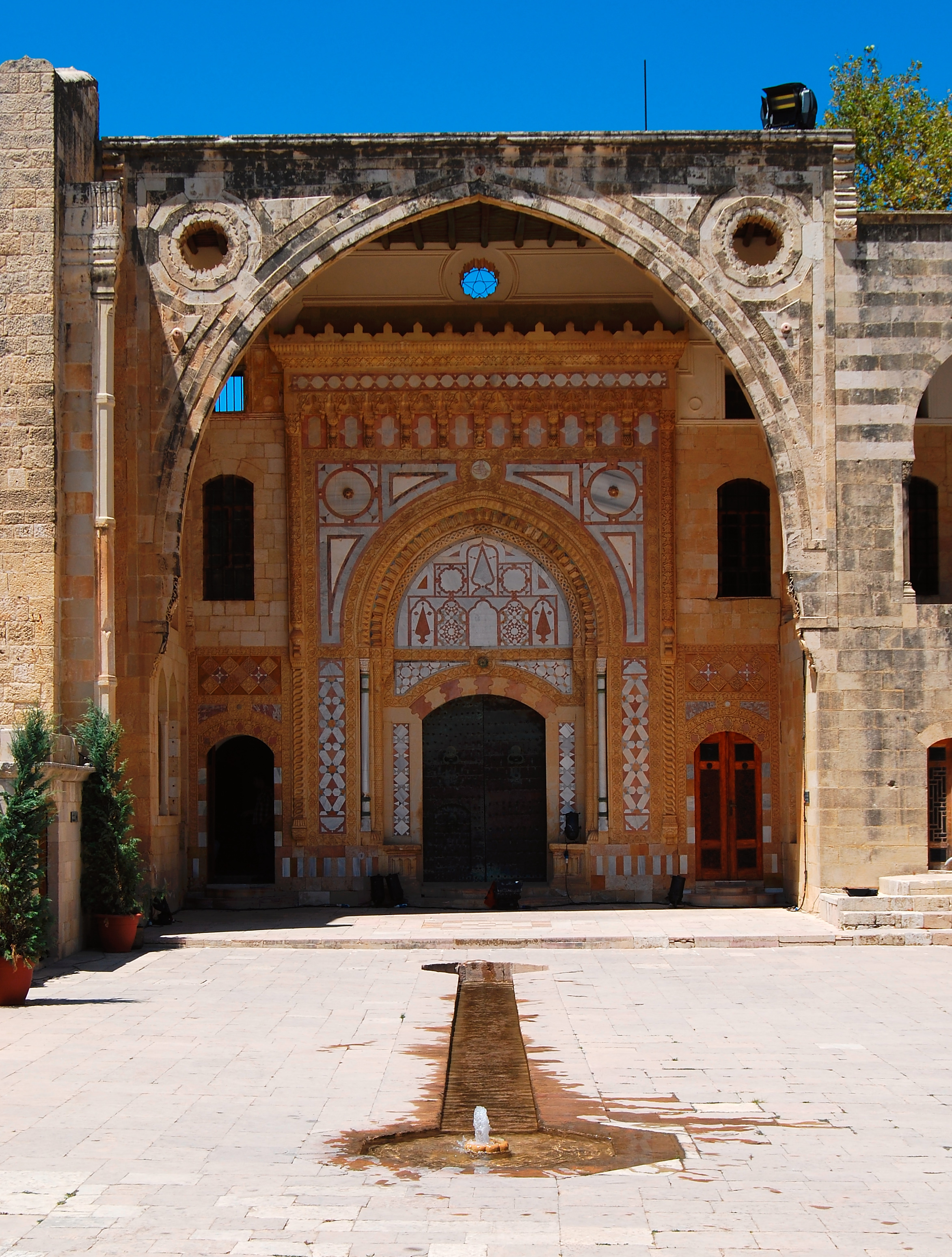
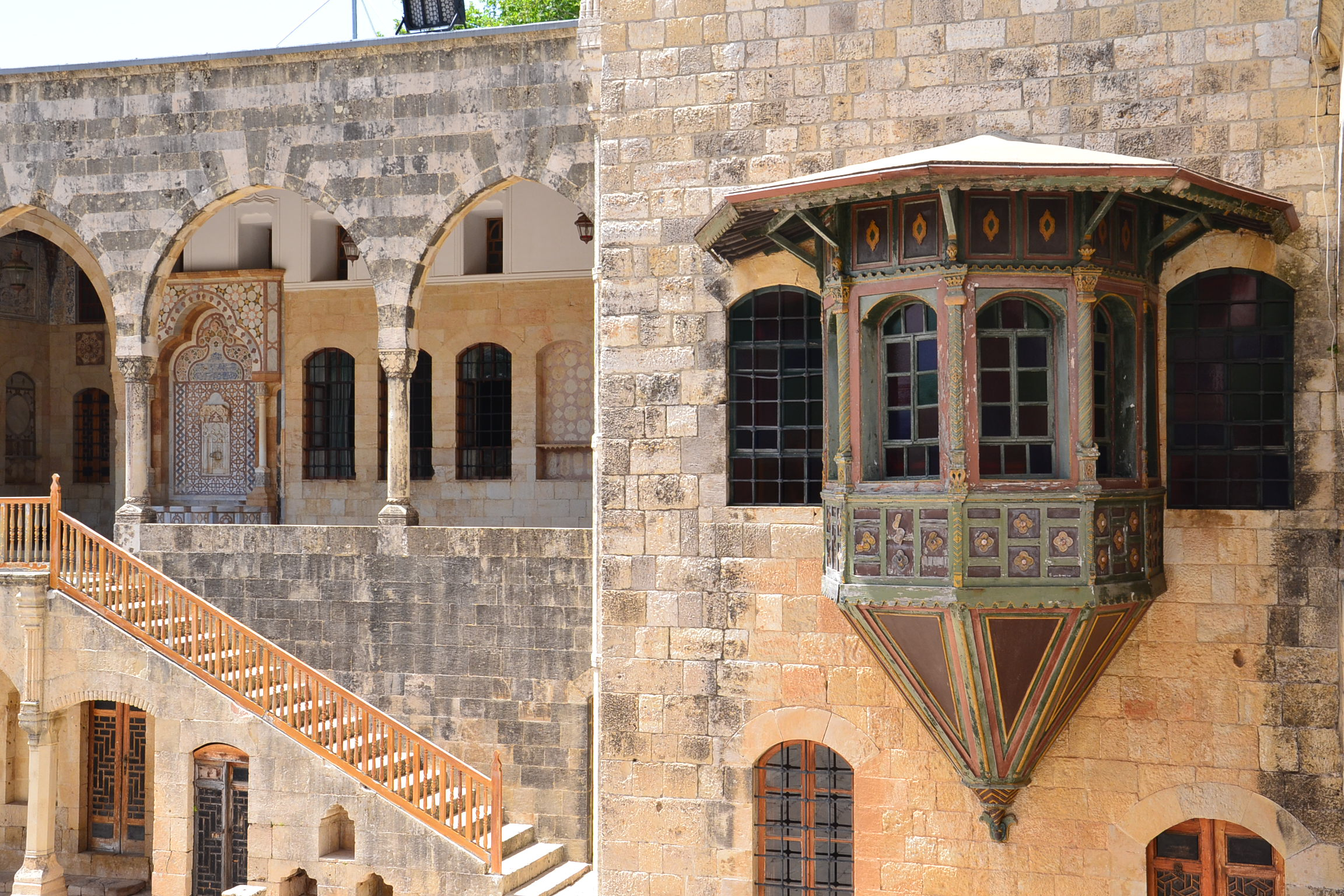
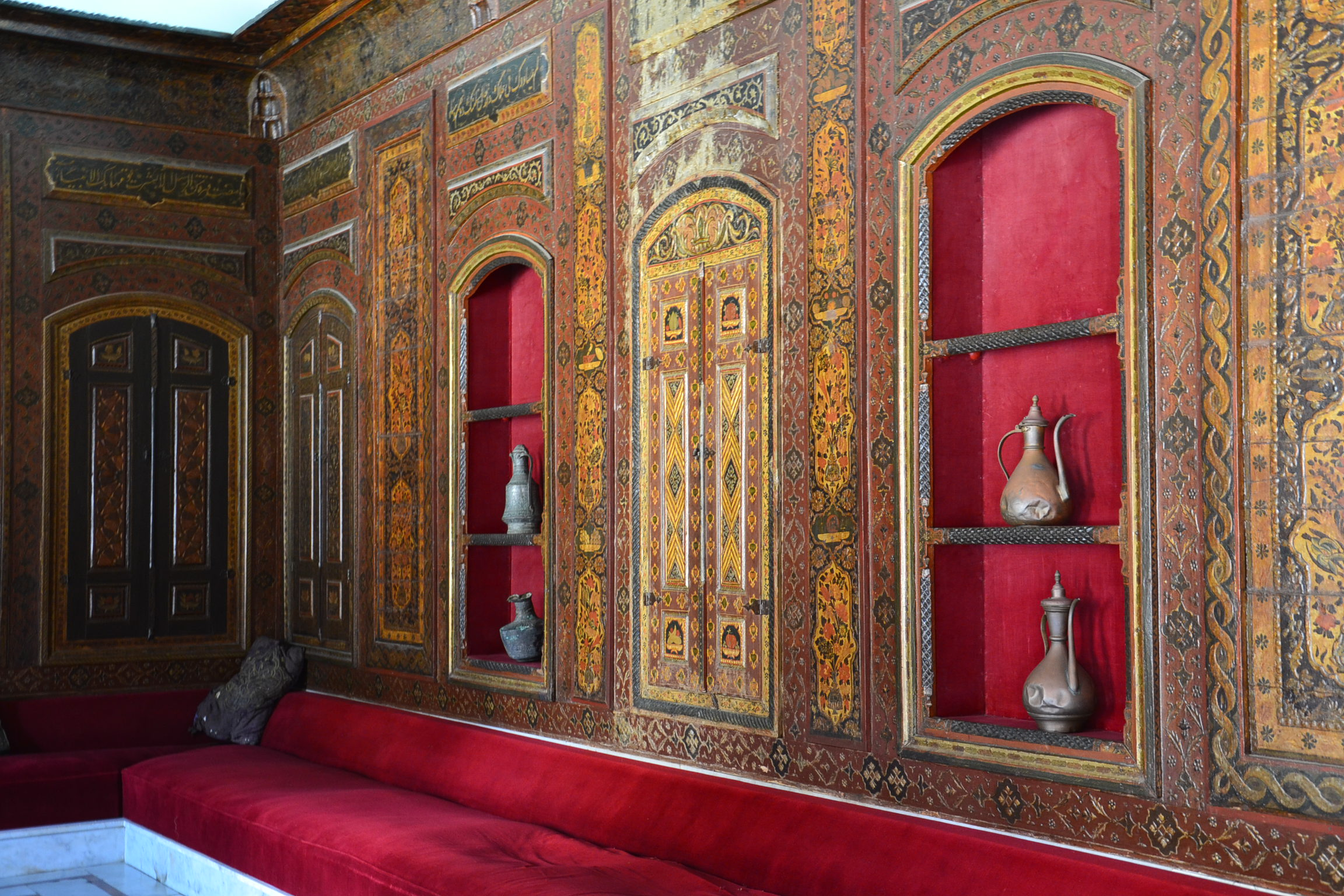
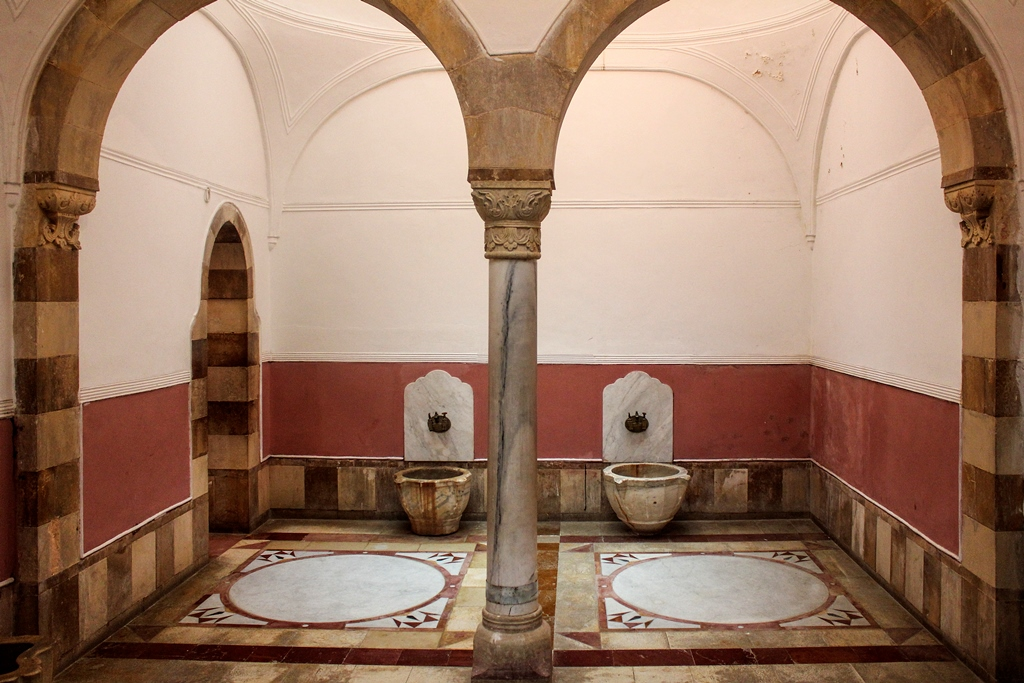
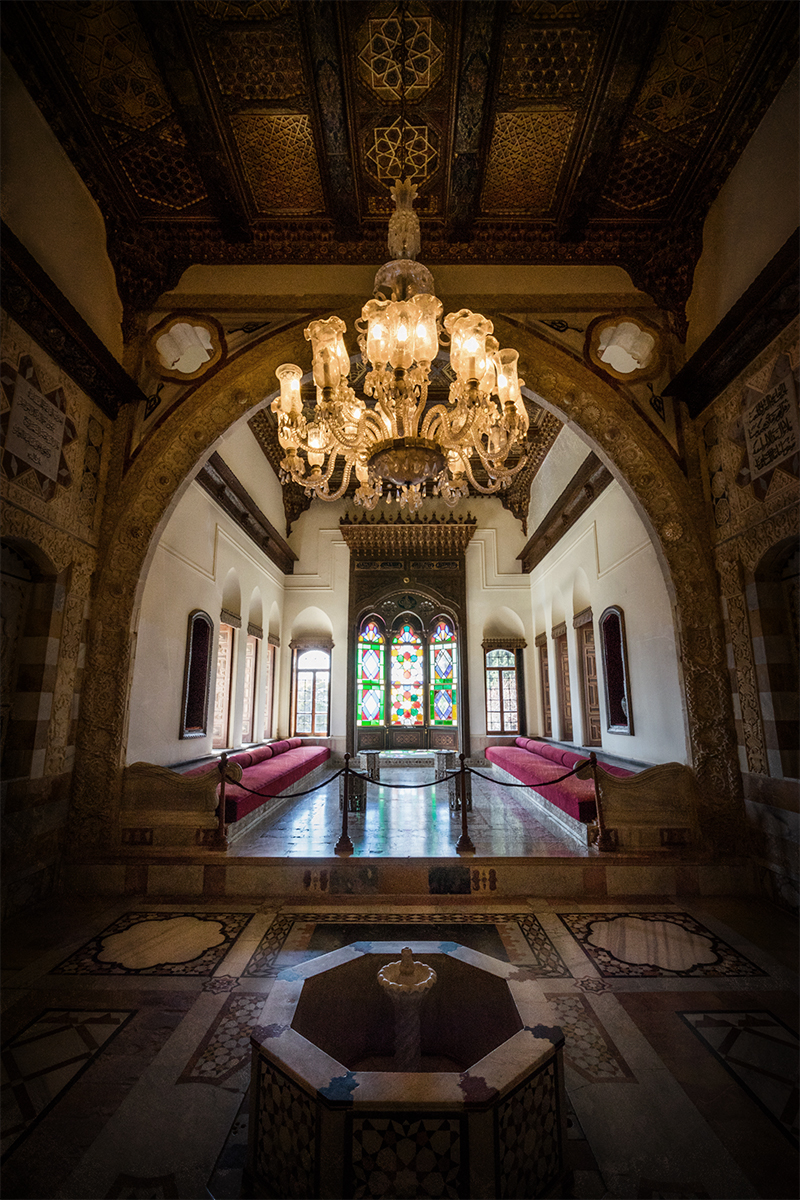